# 第8回日本レコード大賞
第8回日本レコード大賞（だいはちかいにほんレコードたいしょう）は、1966年（昭和41年）12月24日に日比谷公会堂で行われた、8回目の『日本レコード大賞』である。

## 概要
第8回の大賞は、橋幸夫の「霧氷」に決定した。橋幸夫は4年ぶり2度目の受賞。2度目の受賞は史上初。個人としては初の受賞。
この年の大賞は、最終候補で橋幸夫の「霧氷」、加山雄三の「君といつまでも」、舟木一夫の「絶唱」、園まりの「逢いたくて逢いたくて」、西郷輝彦の「星のフラメンコ」、マイク眞木の「バラが咲いた」の6曲に絞られ、「霧氷」が16票、「君といつまでも」が12票、「絶唱」が6票の順だった。決選投票で「君といつまでも」と「霧氷」の2曲に絞られ、「霧氷」の23票に対し「君といつまでも」が16票で「霧氷」に決した。この年ヒット曲を連発し、下馬評ではこの年の大賞の本命とみなされていた加山が大賞を逃した理由として、加山の歌唱術に問題があったとみられている。また、予想では優勢と伝えられた「絶唱」は作詞者の西條八十の著作権問題が影響したとみられる。
童謡賞は、石川進の「オバケのQ太郎」のほか、「私はマリオネット」、「とんでったバナナ」、「音のシンフォニー」が候補に入り、決選投票で「オバケのQ太郎」の21票に対し「音のシンフォニー」が16票で「オバケのQ太郎」に決まり、マンガ（アニメ）人気を反映した形となった。
新人賞は、女性は緑川アコ、倍賞美津子、加賀城みゆき、鳳けい子、秋美子、加藤登紀子、山本リンダ、桂京子、青江三奈の9人が候補に入った。下馬評では青江が本命とされ、最終選でも青江が14票、加藤が10票、緑川が9票、倍賞が6票とトップだったが、決選投票では加藤が23票、青江が16票となり逆転した。青江が受賞を逃した理由として、同じビクター所属の橋が大賞を受賞したことで犠牲となったとする説もある。また、男性ではマイク眞木、荒木一郎、赤木二郎、ジャッキー吉川とブルー・コメッツ、森進一、BアンドB、ザ・サベージ、中山仁、ヘンリーの9組が候補となった。こちらは最初から荒木がリードしたまま、決選投票で荒木が26票、眞木が13票となり荒木に決定した。
作曲賞は、浜口庫之助、弾厚作、市川昭介、宮川泰、鈴木道明、佐々木勉、荒木一郎の7人の争いとなったが、「星のフラメンコ」「バラが咲いた」「恍惚のブルース」とヒット曲を連発した浜口が1回の投票で過半数の26票を獲得し圧勝した。
編曲賞は、小杉仁三、森岡賢一郎、前田憲男の3人の争いだったが、こちらも「君といつまでも」「逢いたくて逢いたくて」「赤いつるばら」とヒット曲を連発した森岡が1回の投票で過半数の23票を獲得し圧勝した。
歌唱賞は、西郷輝彦、舟木一夫、園まり、加山雄三、北島三郎、美空ひばり、都はるみ、日野てる子、石原裕次郎、フランク永井、立川澄人の11人が候補に入り、まず舟木、立川、園、北島に絞られ3回目の投票で舟木が17票、立川が12票、園が10票。2位決定戦で園が20票、立川が19票となり、決選投票で舟木と園の二人に絞られ舟木が25票、園が14票で舟木の受賞が決定した。
作詞賞は、浜口庫之助、岩谷時子、西條八十、中村メイコ、内村直也、水島哲が候補に入り、岩谷と中村・内村に絞られ、決選投票で岩谷が21票、中村が18票で岩谷の受賞が決定した。
企画賞は、日本コロムビアの「大正琴のしらべ」、東芝音楽工業の「にほんのうた」「ロマン演歌路線」、フィリップス・レコードの「フォーク路線」、日本ビクターの「慕情」（フランク永井）が候補に入り、決選投票で「にほんのうた」が26票、「フォーク路線」が13票で「にほんのうた」の受賞が決定した。
特別賞は、39人の審査委員が全員一致で推薦した加山雄三に授与された。
今回の使用マイクロホンは、SONY C-38。
2年ぶりに日比谷公会堂で開催された。視聴率は0.7P下落の13.5%だった。

## 司会
- 三木鮎郎 - 2度目の司会。

## 受賞作品・受賞者一覧

### 日本レコード大賞
- 「霧氷」
  - 歌手:橋幸夫 - 4年ぶり2度目。
  - 作詞:宮川哲夫
  - 作曲:利根一郎
  - 編曲:一ノ瀬義孝

### 歌唱賞
- 「絶唱」
  - 歌手:舟木一夫

### 新人賞
- 荒木一郎（曲:「空に星があるように」）
- 加藤登紀子（曲:「赤い風船」）

### 作曲賞
- 「星のフラメンコ」（歌:西郷輝彦）/「バラが咲いた」（歌:マイク真木）
  - 作曲:浜口庫之助

### 編曲賞
- 「君といつまでも」（歌:加山雄三）/「逢いたくて逢いたくて」（歌:園まり）
  - 編曲:森岡賢一郎

### 作詩賞
- 「逢いたくて逢いたくて」（歌:園まり）/「君といつまでも」（歌:加山雄三）
  - 作詞:岩谷時子 - 2年ぶり2度目。

### 特別賞
- 加山雄三

### 企画賞
- 「にほんのうた」
  - 歌手:デューク・エイセス
  - 作詞:永六輔
  - 作曲:いずみたく
  - 東芝音楽工業(株) - 4年ぶり2度目。

### 童謡賞
- 「オバケのQ太郎」（歌:石川進）

## TV中継スタッフ
- プロデューサー：
- 総合演出：
- 舞台監督：
- 編成担当：
- 製作著作：TBS
- 主催：社団法人 日本作曲家協会、日本レコード大賞制定委員会、日本レコード大賞実行委員会